# Vuolit Háltejávri
Vuolit Háltejávri och Bajit Haltéjávri, eller Haltijävrik är sjöar i Finland. De ligger i kommunen Utsjoki i landskapet Lappland, i den norra delen av landet, 1 100 km norr om huvudstaden Helsingfors. Vuolit Háltejávri ligger 278 meter över havet. Omgivningarna runt Vuolit Háltejávri är i huvudsak ett öppet busklandskap. Arean är 80,2 hektar och strandlinjen är 5,32 kilometer lång. Sjön  ingår i Tana älvs huvudavrinningsområde. 